# Такек
Такек или Тхакхек (на лаоски: ທ່າແຂກ) е град в Лаос. Административен център на провинция Кхаммуан. През 2012 г. градът има 26 200 жители.

## История
Град Такек е създаден от властите на Френски Лаос, през 1911 г. Още от създаването му, на града са възложени административни функции. По времето на колониализма, в града биват заселени основно виетнамци от френските власти, за да може да може да се развива икономически. Имало е и китайско малцинство. Лаоското население в Такек по това време съставлява не повече от 15%.
Градът играе важна роля по времето на борбата за независимост. Тук е създадена Армията за освобождение и отбрана на Лаос през 1945 г. Имало е и гражданско опълчение. В хода на военните действия градът бива прехвърлян многократно от едната на другата страна. В състава на Кралство Лаос и Лаоската народнодемократична република, градът продължава да е административен център.

## География
Такек е разположен в равнинна местност на брега на река Меконг. На отсрещния бряг на реката се намира тайландският град Наконпаном. На запад са разположени възвишения и хълмове с височина до 500 m. В околностите на града има голямо разнообразие на биологични видове, някои от които ендемични. През 1996 г. на пазар в Такек е открит за пръв път лаоският скален плъх.

### Климат
Климатът в Такек е тропичен саванен. Температурите са високи целогодишно, а мусонният сезон е от април до октомври.
| Климатични данни за Такек             | Климатични данни за Такек | Климатични данни за Такек | Климатични данни за Такек | Климатични данни за Такек | Климатични данни за Такек | Климатични данни за Такек | Климатични данни за Такек | Климатични данни за Такек | Климатични данни за Такек | Климатични данни за Такек | Климатични данни за Такек | Климатични данни за Такек | Климатични данни за Такек |
| Месеци                                | яну.                      | фев.                      | март                      | апр.                      | май                       | юни                       | юли                       | авг.                      | сеп.                      | окт.                      | ное.                      | дек.                      | Годишно                   |
| Абсолютни максимални температури (°C) | 42                        | 37                        | 41                        | 41                        | 40                        | 45                        | 35                        | 35                        | 39                        | 39                        | 37                        | 37                        | 45                        |
| Средни максимални температури (°C)    | 29                        | 31                        | 34                        | 34                        | 33                        | 32                        | 31                        | 31                        | 31                        | 31                        | 30                        | 28                        | 31                        |
| Средни температури (°C)               | 23                        | 25                        | 28                        | 28                        | 28                        | 28                        | 27                        | 27                        | 27                        | 26                        | 25                        | 22                        | 26                        |
| Средни минимални температури (°C)     | 16                        | 19                        | 21                        | 22                        | 23                        | 24                        | 23                        | 23                        | 23                        | 21                        | 19                        | 15                        | 21                        |
| Абсолютни минимални температури (°C)  | 7                         | 9                         | 11                        | 11                        | 20                        | 22                        | 14                        | 20                        | 20                        | 13                        | 11                        | 4                         | 4                         |
| Средни месечни валежи (mm)            | 0                         | 30                        | 48                        | 96                        | 201                       | 393                       | 417                       | 558                       | 249                       | 84                        | 9                         | 0                         | 2085                      |
| ------------------------------------- | ------------------------- | ------------------------- | ------------------------- | ------------------------- | ------------------------- | ------------------------- | ------------------------- | ------------------------- | ------------------------- | ------------------------- | ------------------------- | ------------------------- | ------------------------- |
| Източник: Weather 2                   |                           |                           |                           |                           |                           |                           |                           |                           |                           |                           |                           |                           |                           |

## Икономика
Градът е важно речно пристанище на р. Меконг. Разполага с няколко промишлени предприятия. Откриването на ВЕЦ близо до града през 2010 г. благоприятства ускорението на икономиката му. Към края на 20 век започва силно да се развива туризма, като основните забележителности на града са храмовият комплекс Тхат Сикхотабонг, кварталите от колониално време и природата в околните райони. През 2011 г. е завършен мост, свързващ Такек с Наконпаном. Това играе благоприятна роля за развиването на града като автомобилен транспортен възел. На 6 km от града има летище.